# Gianni Matheja

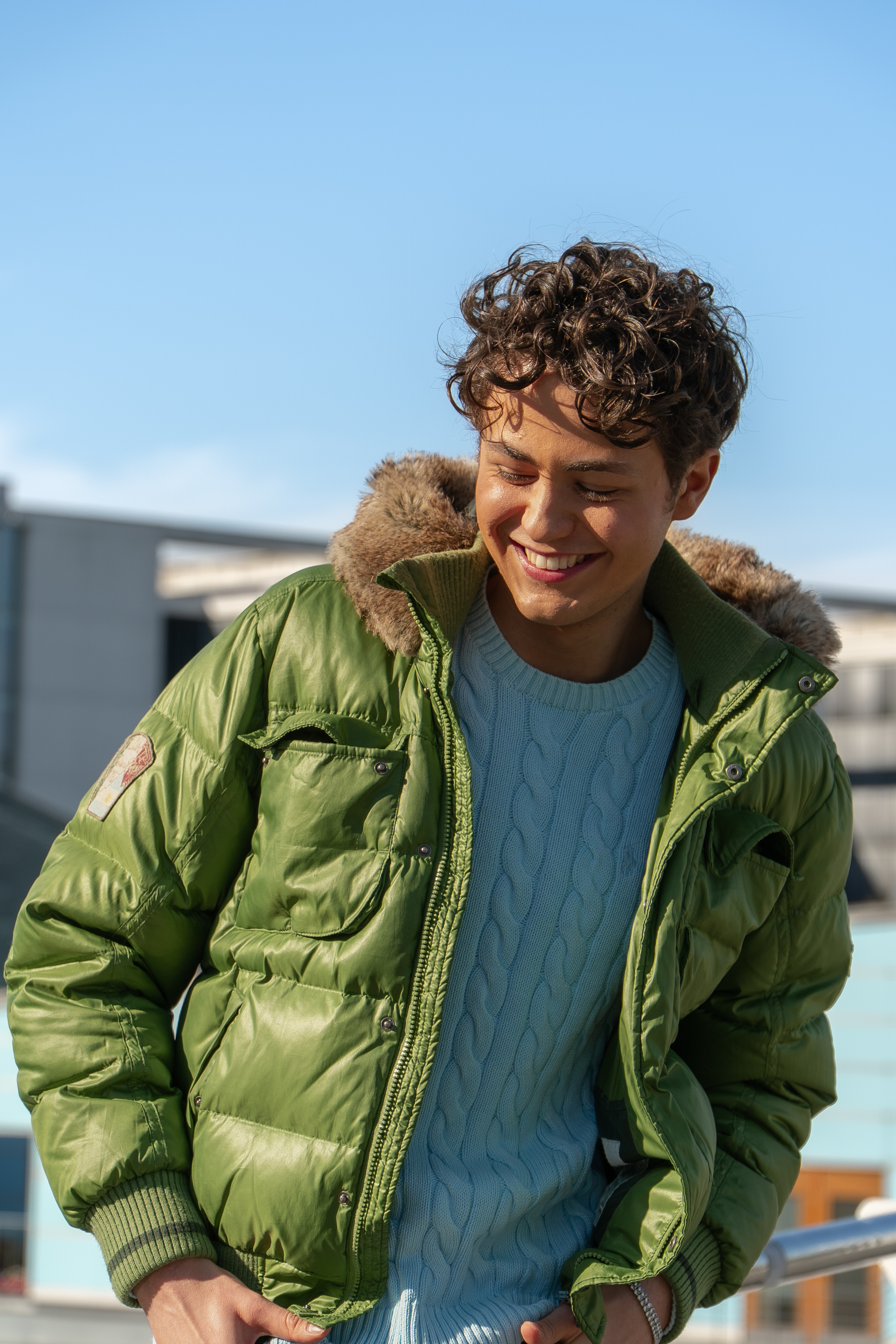
Gianni Matheja, 2024

Gianni Matheja (* 14. März 2005 in Berlin) ist ein deutscher Webvideoproduzent, Moderator und Student. 

## Leben
Matheja wuchs in Berlin als Sohn einer alleinerziehenden Mutter auf. Sein Vater stammt aus Italien und verließ die Familie, als er 10 war. Mit 14 Jahren sagte er vor einem Gericht in Potsdam gegen seinen Vater aus. Ab 2017 besuchte er das Lilienthal-Gymnasium in Steglitz Zehlendorf und nahm im ersten Schuljahr am Berliner Debattenwettbewerb teil, wo er in einer englischsprachigen Debatte den Titel des "Besten Sprechers" erlangte. 2021 moderierte er an seiner Schule zur Bundestagswahl einen Panel mit den Direktkandidaten des Wahlkreises. Dazu gehörten Thomas Heilmann, Ruppert Stüwe, Nina Stahr und die später festgenommene Reichsbürgerin Birgit Malsack-Winkelmann. 2023 absolvierte er sein Abitur in Berlin.

## Karriere
Mit 17 Jahren startete Matheja einen Podcast "Social Germany". Im Juni 2022 veröffentlichte er die erste Folge. In jeder Folge widmete er sich einem gesellschaftspolitischen Thema. Die meisten Folgen basierten auf tagesaktuellen Debatten und beinhalteten einen prominenten Gast sowie einen wissenschaftlichen oder journalistischen Fachexperten. Gelegentlich wurden Gespräche mit jungen Menschen geführt. Zu seinen Gästen gehörten Katja Riemann, Aurel Mertz, Christoph Amend, Ilona Hartmann, Oğuz Yılmaz, Raúl Krauthausen, Sarah-Lee Heinrich, Mareice Kaiser, Domitila Barros, Miguel Robitzky, Mirko Drotschmann, Helge Mark Lodder, Victoria Reichelt und Vera Int-Veen. 
2024 moderierte er Lesungen mit Katja Riemann und setzte sein Podcast-Format auf YouTube fort. Er interviewte Marcus Bensmann, Lea Van Acken und Marcel Fratzscher. Nach eigenen Angaben wurden ihm in dieser Zeit mehrere Ausbildungen angeboten, die er ablehnte. Im Oktober begann er an der Freien Universität Berlin zu studieren und veröffentlichte unter dem Namen gianni.studiert auf TikTok und Instagram Videos, die den Alltag an Universitäten satirisch darstellen. Er erreichte in wenigen Monaten 250.000 Follower (Stand: Juni 2025). Im Frühjahr 2025 machte er Fernsehauftritte im ARD-Satiremagazin Extra 3. Im Mai hielt er die Eröffnungsrede der akademischen Infotage seiner Universität, welche in den vorherigen Jahren traditionell vom Präsidenten Günther Ziegler gehalten worden war. Seit Juni moderiert er unregelmäßig die rbb-Hörfunksendung Blue Moon.
Matheja verrät bislang nicht, was er studiert. Als Grund nannte er in einem Interview seinen Wunsch nach Anonymität am Campus. Er lebt in Berlin, Potsdam, Mainz und in Lille, Frankreich.